# 2010年中國中央電視臺春節聯歡晚會
2010年中国中央电视台春节联欢晚会、2010年央视虎年春晚是中国中央电视台（CCTV）于2010年2月13日（农历己丑十二月三十除夕）为庆祝虎年新年举办的新年代2010年代综艺性文艺晚会，于当晚20:00播出。此次春晚总导演由金越担任。司仪由朱军、周涛、董卿、任鲁豫、欧阳夏丹、张泽群、朱迅担任。

## 节目单
| 序号 | 类型            | 节目名                                                                                     | 表演者                                                                                             |
| 1    | 开场歌舞        | 《虎跃龙腾贺春来》                                                                         | 300名舞蹈演员                                                                                      |
| 2    | 相声            | 《不能让他走》                                                                             | 冯巩、刘金山、邵峰、闫学晶、韩雪                                                                   |
| 3    | 歌曲            | 《让我们舞起来》                                                                           | 宋祖英                                                                                             |
| 4    | 小品            | 《一句话的事儿》                                                                           | 郭冬临、牛莉、刘鉴                                                                                 |
| 5    | 歌曲            | 《相亲相爱》                                                                               | 孙楠、容祖儿（香港）、王力宏（台灣）、余翠芝                                                       |
| 6    | 舞蹈            | 《玩具店之夜》                                                                             | 河南开封蓓蕾少儿艺术学校                                                                           |
| 7    | 相声            | 《和谁说相声》                                                                             | 姜昆、戴志诚、赵津生                                                                               |
| 8    | 舞蹈            | 《荷塘莲语》                                                                               | 纪家萱                                                                                             |
| 9    | 小品            | 《美丽的尴尬》                                                                             | 黄宏、巩汉林、林永健、金玉婷                                                                       |
| 10   | 歌曲            | 《传奇》                                                                                   | 王菲（香港）                                                                                       |
| 11   | 小品            | 《我心飞翔》                                                                               | 殷桃、闫妮、刘敏、柴权、刘思言、陈维涵                                                             |
| 12   | 歌曲            | 《祖国万岁》                                                                               | 韩磊、雷佳                                                                                         |
| 13   | 民族歌舞大串联  | 《壮乡美》 《我和草原有个约会》 《卓玛》 《妹妹的山丹花儿开》 《幸福生活亚克西》           | 陈春燕、雷滢 齐峰、东方神骏组合 香格里拉组合 马忠华、撒丽娜 和田地区歌舞团、维族儿童               |
| 14   | 小品            | 《五十块钱》                                                                               | 周锦堂、尹北琛、李铁                                                                               |
| 15   | 歌曲 《再聚首》 | 《蝴蝶飞呀》 《爱》 《青苹果乐园》                                                         | 吴奇隆（台灣）、 苏有朋（台灣） 、陈志朋（台灣）                                                   |
| 16   | 魔术            | 《千变万化》                                                                               | 刘谦（台灣） 、董卿                                                                                |
| 17   | 舞蹈            | 《跳春》                                                                                   | 虾嘎、苟婵婵                                                                                       |
| 18   | 小品            | 《家有毕业生》                                                                             | 蔡明、郭达、郭笑、黄杨                                                                             |
| 19   | 歌曲            | 《幸福》                                                                                   | 张也、吕继宏                                                                                       |
| 20   | 舞蹈            | 《追梦》                                                                                   | 万盛、董华兴、苏鹏、孙科、高建、黎星                                                               |
| 21   | 歌曲            | 《微笑》                                                                                   | 毛阿敏                                                                                             |
| 22   | 杂技            | 《试比天高》                                                                               | 山东省杂技团                                                                                       |
| 23   | 歌曲            | 《龙文》                                                                                   | 谭晶、陈奕迅（香港）                                                                               |
| 24   | 戏曲            | 《红楼赞花》                                                                               | 于魁智、 李胜素、 孟广禄 、袁慧琴 、何赛飞                                                         |
| 25   | 小品            | 《捐助》                                                                                   | 赵本山、小沈阳、王小利、孙立荣、于洋                                                               |
| 26   | 歌曲            | 《拍拍拍》                                                                                 | 解晓东、蔡国庆、王丽、吴娜                                                                         |
| 27   | 歌曲            | 《阳光路上》                                                                               | 阎维文                                                                                             |
| 28   | 经典歌曲集      | 《我们和祖国一起长大》 《让我们荡起双桨》 《快乐的节日》 《春天在哪里》 《在灿烂的阳光下》 | 儿童 胡松华、李谷一、蒋大为 霍勇、屠洪刚、李丹阳 薛浩垠、王莉、刘和刚、常思思 李木子、林妙可、豆豆 |
| 29   | 零点压轴合唱因  | 《走向复兴》（國家主席：毛泽东、刘少奇、李先念、杨尚昆、江泽民、胡锦涛钟声敲响）           | 戴玉强、殷秀梅                                                                                     |
| 30   |                 | 零点钟声                                                                                   | |
| 31   | 歌曲            | 《盛世欢歌》                                                                               | 郁钧剑、张燕、陈思思                                                                               |
| 32   | 相声            | 《大话捧逗》                                                                               | 贾玲、白凯南                                                                                       |
| 33   | 歌曲组合        | 《一亩田》 《婚礼上的歌》 《幸福的两口子》                                                 | 汤潮、严当当 汤子星、刘一祯 庞龙、吕薇                                                             |
| 34   | 舞武            | 《对弈》                                                                                   | 王亚彬等110个演员                                                                                  |
| 35   | 歌曲组合        | 《彩云之南》 《姑娘我爱你》 《天蓝蓝》                                                     | 徐千雅 索朗扎西 凤凰传奇                                                                           |
| 36   | 相声            | 《超级大卖场》                                                                             | 李伟健（香港）、武宾                                                                               |
| 37   | 歌曲            | 《我要歌唱》                                                                               | 师鹏、熊汝霖、姚贝娜、王澜霏                                                                       |
| 38   | 歌曲            | 《春天的芭蕾》                                                                             | 王莹、幺红                                                                                         |
| 39   | 结束曲/片尾曲   | 《难忘今宵》（最后一曲）                                                                   | 关牧村、佟铁鑫                                                                                     |

### 小品
| 节目名                                     | 表演者                                                           | 奖项等级 |
| ------------------------------------------ | ---------------------------------------------------------------- | -------- |
| 《捐助》                                   | 赵本山、小沈阳、王小利、孙立荣、于洋                             | 一等奖   |
| 《一句话的事儿》 《我心飞翔》              | 郭冬临、牛莉、刘鉴 闫妮、殷桃                                    | 二等奖   |
| 《家有毕业生》 《美丽的尴尬》 《五十块钱》 | 郭达、蔡明、郭笑、黄杨 黄宏、巩汉林、金玉婷 周锦堂、尹北琛、李铁 | 三等奖   |

### 歌舞
| 节目名                         | 表演者                                         | 奖项等级 |
| ------------------------------ | ---------------------------------------------- | -------- |
| 《再聚首》                     | 吴奇隆、 苏有朋 、陈志朋                       | 一等奖   |
| 《让我们舞起来》 《跳春》      | 宋祖英 虾嘎、苟婵婵                            | 二等奖   |
| 《传奇》 《相亲相爱》 《幸福》 | 王菲 孙楠、容祖儿、王力宏、余翠芝 张也、吕继宏 | 三等奖   |

### 相声魔术杂技戏曲
| 节目名                                   | 表演者                                           | 奖项等级 |
| ---------------------------------------- | ------------------------------------------------ | -------- |
| 《千变万化》                             | 刘谦、董卿                                       | 一等奖   |
| 《试比天高》 《不能让他走》              | 山东省杂技团 冯巩、杨松、邵峰、闫学晶、韩雪      | 二等奖   |
| 《大话捧逗》 《和谁说相声》 《红楼赞花》 | 贾玲、白凯南 姜昆、戴志诚、赵津生 于魁智、孟广禄 | 三等奖   |

### 特别奖
- 《走向复兴》（戴玉强、殷秀梅）

## 影响
- 本届春晚中，任鲁豫为首次担任春晚的主持人，此后任鲁豫一直主持春晚至今（2011-2015年、2017年除外），此后在2016年、2018年-视在主持春晚。
- 欧阳夏丹为近5年来首位主持春晚的新闻主播，此后欧阳夏丹一直主持春晚至今（2011-2021年除外），此后在2022年-视在主持春晚。

## 争议

### 春晚广告收入神话
《三联生活周刊》：2010年春晚广告收入6.5亿元，这相当于广告收入排名第二的湖南卫视全年广告额的三分之一。

### 专家批赵本山
著名文化学者吴祚来撰文批判赵本山小品《捐助》，批其广告太多和不尊重妇女：“以赵本山为核心的文化集团在娱乐界已是一座不可小觑的山头，这座山之高，直接链接着央视春晚巅峰时刻，它们之间俨然已是利益共同体，央视可以通过赵本山小品获取收视率和广告收益，而赵本山也可通过春晚来推出他的新弟子，这些新弟子作为本山文化集团一员（对赵本山行过跪拜大礼），在新的一年里就可以在全国舞台与广告上，攻城略地获得巨大的经济效益。来自民间的文化集团借助央视的文化垄断，实现了文化效益与经济利益双丰收，我们不仅需要警惕这样的文化垄断，更要有措施来限制这样的利益集团对民间公共文化的侵蚀。”

### 刘谦魔术广告问题
对于网友提出刘谦魔术抄袭问题，刘谦回应是借鉴。对于魔术中说出饮料名，植入广告问题，刘谦回应事先不知情，他本人没有获利。

## 评价

### 正面评价
- 《时代商报》：“怀旧中的小虎队才是最完美的”。[5]

- 《文汇报》：“我们看的不是春晚，是回忆”。[6]“赵本山是被宠坏了的‘春晚老大’。”[7]

### 负面评价
- 《重庆时报》：“春晚病得不轻”。[8]

- 《钱江晚报》：“网络流行语泛滥”。[9]

- 《南方都市报》：“春晚的形式不该是传统”。[10]